# Aufstände gegen die neue Steuer auf Stempelpapier

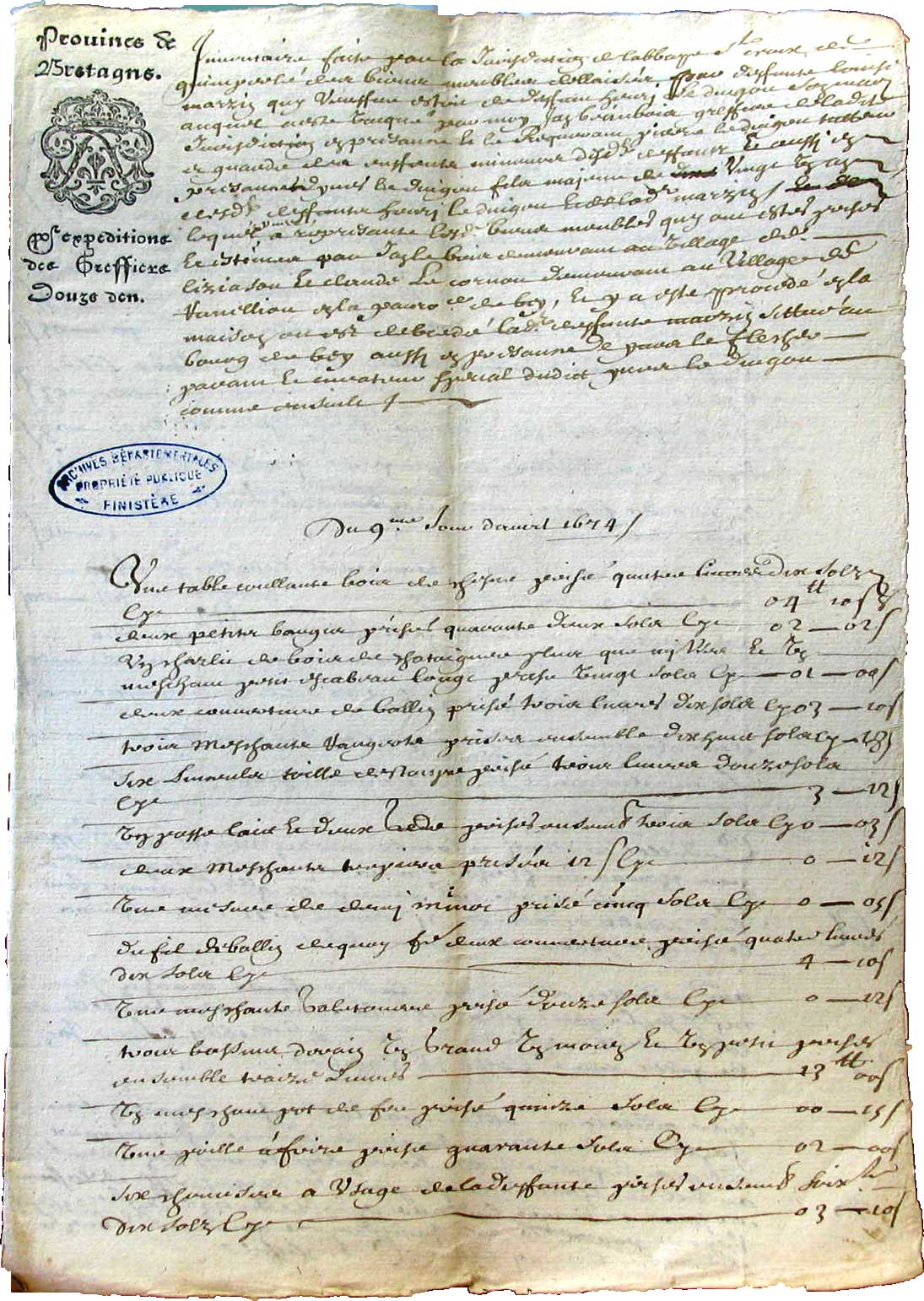
Beispiel eines gestempelten Papiers ausgestellt vom Gericht des Klosters Saint-Croix in Quimperlé am 9. April 1674

Die Aufstände gegen die neue Steuer auf Stempelpapier, auf Französisch Révoltes du papier timbré, war eine Reihe von zeitlich zusammenhängenden Revolten gegen die Fiskalpolitik des Ancien Régime unter der Herrschaft Ludwigs XIV. in Frankreich. Sie erfasste von April bis September 1675 die Bretagne und Aquitanien mit dem Schwerpunkt in Bordeaux in Folge einer Steuererhöhung unter anderem auf gestempeltes Papier, das bei der Erstellung von Urkunden erforderlich war.

## Hintergrund

### Holländischer Krieg
Ludwig XIV. erklärte 1672 den Vereinigten Niederlanden den Krieg. Aber im Gegensatz zu den erfolgreich verlaufenden Feldzügen im Devolutionskrieg (1667–1668) wurde die französische Armee nach einem zunächst raschen Vormarsch am 20. Juni 1672 durch Überflutungen gestoppt, die die Niederländer auslösten, indem sie Schleusen und Dämme öffneten. Der Krieg zog sich in die Länge und Ludwig XIV. sah sich bald einer antifranzösischen Koalition gegenüber. Die niederländische Flotte bedrohte die französischen Küsten, vor allem die der Bretagne. Nach einer Landung auf der Belle-Île im Jahre 1673 und einer weiteren auf der Île de Groix im Jahre 1674 kreuzte sie im April und Mai 1675 vor der bretonischen Küste, was den Warenhandel der Bretonen empfindlich störte.

### Steuererhöhungen
Um den Krieg zu finanzieren, wurden neue Abgaben erhoben. Zuerst wurde das gestempelte Papier im April 1674 mit einer Steuer belegt. Sie wurde bei allen juristischen Aufzeichnungen vorgeschrieben, beispielsweise bei Testamenten, Kaufverträgen oder Personenstandregistern. Der Tarif richtete sich nach dem Format und der Art der Urkunde. Dies führte zu einer allgemeinen Unzufriedenheit, insbesondere in Rennes, der Hauptstadt der Verwaltung und des Gerichtswesens der Provinz, denn sie erhöhte den Preis von Urkunden für eine Privatperson und verminderte die Anzahl der Vorgänge für Angehörige der Rechtsberufe. Am 27. September 1674 wurde der Verkauf von Tabak zu einem Exklusivrecht des Königs erklärt, der darauf eine Steuer erhob und ihn verpachtete. Die für den Weiterverkauf berechtigten Pächter und Gehilfen kauften die vorher für den freien Verkauf bestimmten Vorräte von den Händlern ab. Diese Neuordnung des Handelskreislaufs beeinträchtigte die Ausgabe des zum Rauchen und Kauen bestimmten Tabaks und vergrößerte die Verärgerung unter der Bevölkerung.
Zur gleichen Zeit wurde eine neue Steuer auf alle Gegenstände aus Zinn erhoben, selbst wenn sie vor langer Zeit gekauft worden waren. Dies verärgerte die wohlhabenden Bauern und die Gastwirte, die sie über erhöhte Preise an ihre Gäste weitergaben. Schließlich wurde von Nichtadeligen im Besitz eines Lehens verlangt, alle zwanzig Jahre ein Jahreseinkommen als Abgabe zu entrichten. Im gleichen Jahr wurde die Französische Westindienkompanie aufgelöst, und die französische Krone übernahm die direkte Verwaltung der Kolonie Neufrankreich in Nordamerika.

### Ausgangslage in der Bretagne

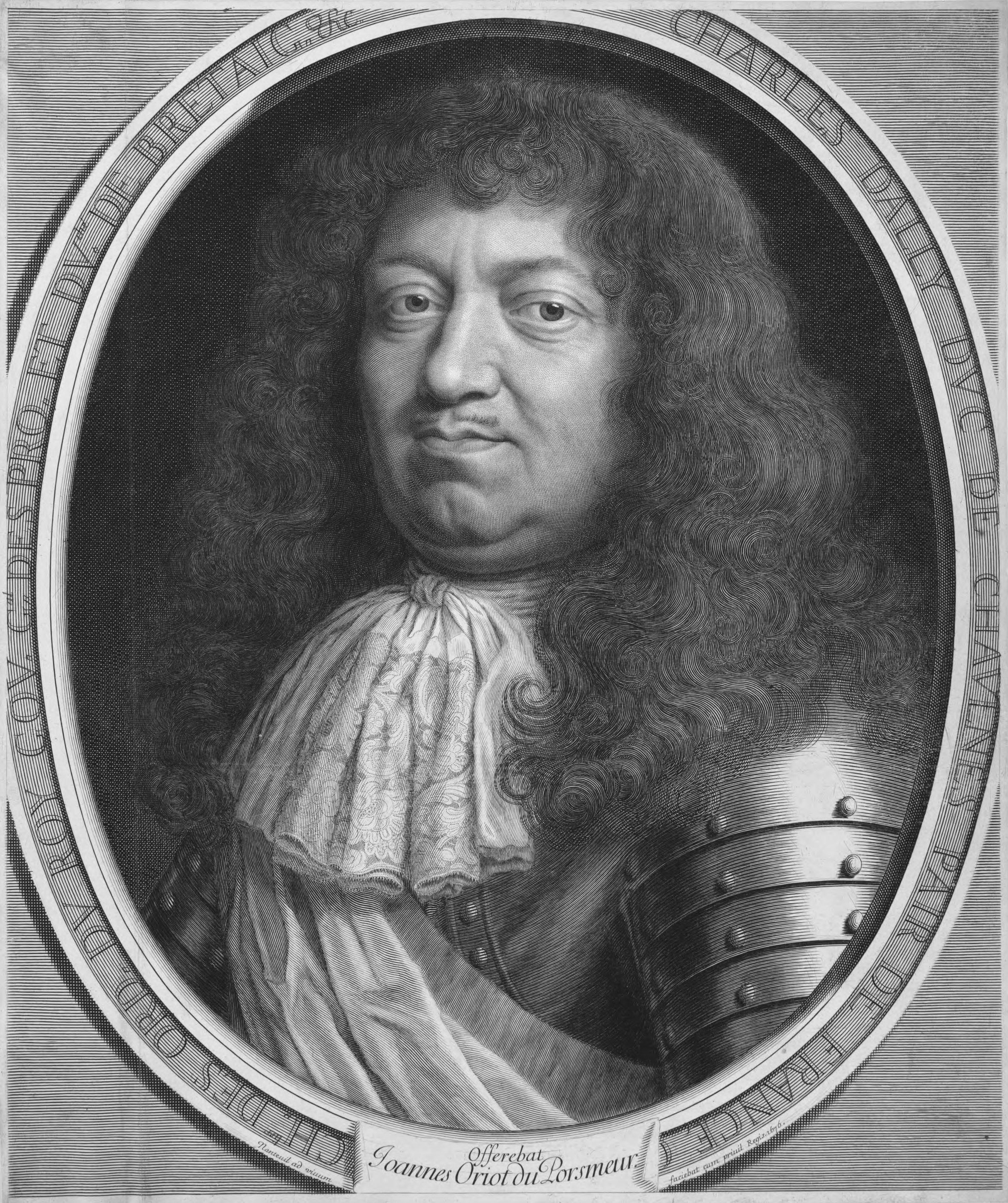
Porträt Charles d’Albert d’Ailly, Herzog von Chaulnes (1625–1698)

Diese neuen Abgaben und Bedrohungen fügten sich in eine schwierige wirtschaftliche Situation in der Bretagne ein. Seit 1671 war eine Rezession des Handels und der Industrie zu spüren. Die Provinz war damals sehr bevölkerungsreich mit ungefähr 10 % der Gesamtbevölkerung des Königreichs. Sie war seit den 1640er Jahren von Hungersnöten und Epidemien verschont geblieben. In den Jahren 1660 bis 1670 trat die Bretagne jedoch in eine Phase von wirtschaftlichen Engpässen. Diese waren Folgen der Kriegspolitik Ludwigs XIV., der gleichzeitigen empfindlichen Erhöhung der Abgaben und der strukturellen Schwächen der Landwirtschaft. Laut der Korrespondenz von Herzog von Chaulnes, Gouverneur der Bretagne, mit Jean-Baptiste Colbert am 8. August 1671 verringerte sich beispielsweise der Handel mit Wein und Tuch um zwei Drittel. Der Spitzname des Herzogs lautete übrigens aufgrund seiner Unbeliebtheit „fettes Schwein“ (französisch gros cochon, bretonisch hoch lart). Die Einnahmen aus der Pacht von Ländereien sanken ebenfalls um ein Drittel und verursachten eine allgemeine Deflation mit Ausnahme von Honoraren und den Gehältern der Justizbeamten.
Das System von bestimmten Pachtverträgen, domaines congéables genannt, das speziell in der unteren Bretagne sehr verbreitet war, regelte die Beziehung zwischen den Bauern, die das Land bewirtschafteten, und den Eigentümern. Es wurde von einigen in Frage gestellt, da es weder die Bauern noch die Seigneurs zu Investitionen und Förderungen von Anbaumethoden anreizte, denn bei einer Kündigung mussten die Eigentümer den Bauern den Wert aller Verbesserungen an Boden und Gebäuden zurückerstatten. Letztere wiederum forderten angesichts ihrer sinkenden Einnahmen seit 1670 ihre sonstigen Rechte in Form von Naturalien und Geld auf pedantischere Weise ein. Als Folge wurden 1668 die Zahlungen in der Gegend um Carhaix verweigert. Jean Meyer stellt die Rolle des Pacht- und Steuersystems im Zusammenhang mit dem Aufstand infrage. Die Übereinstimmung der Landkarte der Revolte mit den Gegenden mit domaines congéables ist seiner Meinung nach „zweifelhaft“. Es ist tatsächlich zu bemerken, dass sich auch Gemeinden außerhalb des Gebiets der domaines congéables erhoben, während andere Gemeinden innerhalb des Gebiets sich nicht erhoben. Eine Abschaffung des Systems kam auch in keinem vorliegendem Code paysan zur Sprache.
Der Aufruhr wurde sehr oft von Frauen angeführt. In dieser Zeit wurde die königliche Gesetzgebung gegenüber Frauen zunehmend strikt. Alle ihre wirtschaftlichen und bürgerlichen Rechte wurden abgeschwächt. Beispielsweise durften sie ihre Ehemänner nicht mehr selbst wählen. Dies erschütterte in einem Land, in dem die Frauen traditionell einen sehr wichtigen Platz in der Gesellschaft einnehmen. In den Texten des Code paysan findet dieser Missstand Erwähnung. Schließlich war die Bretagne ein Pays d’États, eine Provinz mit einer Ständeversammlung, die auch für die Steuerbewilligung zuständig war. Die im sonstigen Frankreich weit verbreitete Salzsteuer, die Gabelle, wurde hier nicht erhoben und seit der Vereinigung der Bretagne mit Frankreich mussten neue Steuern von den bretonischen Ständen akzeptiert werden. Im Jahre 1673 erhielt die französische Krone 2,6 Millionen Livre als freiwillige Zuwendung (don gratuit) vom bretonischen Klerus. Im gleichen Jahr erkauften sich die Stände mit der gleichen Summe die Abschaffung der Chambre des domaines, die einigen Adeligen ihre Rechtsansprüche aberkannt hatte, und sie kauften sich von den königlichen Gesetzen frei, die die neuen Abgaben eingeführt hatten. Mit verschiedenen anderen Ausgaben zugunsten der Krone beliefen sich die Zahlungen auf eine exorbitante Summe von 6,3 Millionen Livre. Gerade ein Jahr später wurden die gleichen Gesetze ohne Verhandlungen mit den Ständen erneut festgelegt. Im August 1673 ließ Ludwig XIV. die Steuer auf das gestempelte Papier durch das Parlement der Bretagne anmelden, die Steuer auf den Tabak im November 1674. Dies bedeutete eine Missachtung der „bretonischen Freiheiten“, also jener Privilegien, die den Bretonen im Vereinigungsvertrag mit Frankreich zugestanden wurden. Diese neuen Steuern ließen Befürchtungen nach einer Einführung der Gabelle aufkommen und trafen eher die Bauern und die kleinen Leute in den Städten als die Wohlhabenden, denn der Konsum von Tabak war im Volk bereits verbreitet, und gerade das Volk benutzte Zinngeschirr im Gegensatz zu den Vermögenden. All dies erzeugte eine breite Front von Unzufriedenheit gegenüber der noch nicht da gewesenen Brutalität der französischen Krone.

## Verlauf

### Unruhen in den Städten

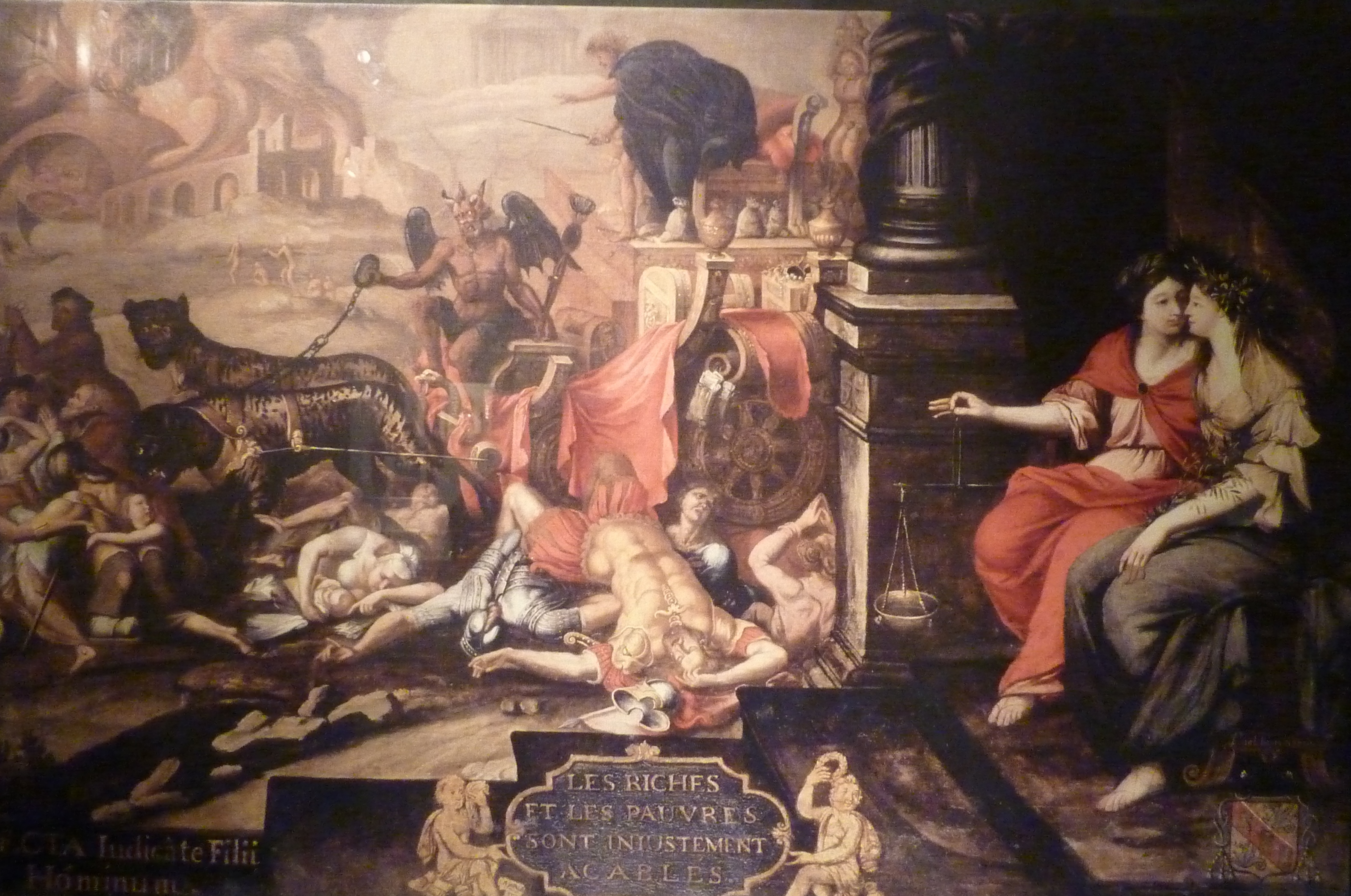
Jean-Bernard Chalette: Allégorie de la révolte du papier timbré (Musée des Beaux-Arts in Rennes)

Der Aufstand begann in Bordeaux. Die Garnisonen waren zu schwach, als dass der Gouverneur der Stadt, César d’Albret, die Ordnung hätte wiederherstellen können. Auch weigerten sich die Bürger, ihre Milizen aufzustellen. So gelangte die Stadt vom 26. bis 30. März 1675 in die Hand der Aufrührer. Vom 29. März an erreichten die Bauern der Umgegend Bordeaux, um den Aufrührern Beistand zu leisten. Unter dem öffentlichen Druck reichte das Parlement von Bordeaux eine Anordnung zur Aussetzung der neuen Steuer ein. Die Nachrichten erreichten Rennes und Nantes, die sich Anfang April ebenfalls erhoben. Andere Städte des Südwestens schlossen sich der Revolte aus den gleichen Gründen an. In Bergerac gab es beispielsweise einen Aufstand am 3. und 4. Mai. Am 6. April gab der König eine Erklärung bezüglich einer Amnestie für die Aufrührer in Bordeaux ab, da sein Gouverneur nicht die Mittel besaß, die Stadt wieder unter Kontrolle zu bringen.
In der Bretagne beschränkten sich die städtischen Aufstände, ungeordnet und spontan, zunächst auf zwei Städte, Rennes und Nantes. Das Grundmuster des Ablaufs war dort dasselbe. Die Amtsstuben des gestempelten Papiers oder der Markierung des Zinngeschirrs wurden geplündert und Zusammenstöße mit dem Ruf „Vive le roi sans la gabelle!“ (deutsch Es lebe der König ohne Gabelle!) begleitet. Ein erster Aufstand fand in Rennes am 3. April statt, aber die Ruhe wurde rasch durch den Generalprokurator des Königs beim Parlement wieder hergestellt. Eine neue Unruhe fand am 18. April mit mindestens zehn Toten statt und verbreitete sich am folgenden Tag bis nach Saint-Malo. Dort waren die Unruhen nach Meinung von Auguste Dupouy von „leichtem“ Ausmaß, da die Neufundlandfischer ausgelaufen waren oder abfahrbereit waren. Es folgten Unruhen am 23. April in Nantes und am 3. Mai erneut in Rennes und Nantes. Andere Städte, wie Guingamp, Fougères, Dinan, Morlaix, folgten nach.
Die Bürgermilizen waren wenig zuverlässig und unterstützten zeitweise die Aufrührer. Truppen wurden geschickt, um die Ruhe wiederherzustellen, zuerst in Nantes am 3. Juni, anschließend in Rennes am 8. Juni. Im Ancien Régime wohnten alle Truppen bei Einwohnern auf deren Kosten, die bretonischen Städte aber besaßen das Privileg, von der Gewährleistung einer Unterkunft für das Kriegsvolk befreit zu sein. Diesen Verstoß gegen das Recht führte zu einem Ausbruch von Zorn, der drei Tage, vom 9. bis 11. Juni, anhielt. Er drückte sich in der Belagerung des bischöflichen Herrenhauses aus, wo sich der Gouverneur der Bretagne, der Herzog von Chaulnes, aufhielt. Dieser untersagte den Soldaten zu schießen. Nachdem der Befehl an die Truppe ausgeben war, die Stadt zu verlassen, beruhigte sich Lage. Der Herzog von Chaulnes drückte in seinem Schreiben am 30. Juni seine Unzufriedenheit über das Parlement aus, das er der Passivität und des Wohlwollens gegenüber den Aufrührern bezichtigte. In seinen Berichten verschwieg er jedoch das Ausmaß der Unruhe, die sich in Beschimpfungen, Fehlen der Möglichkeit einer Gegenreaktion und Geiselnahme des Bischofs ausdrückte, der am 3. Mai gegen eine Aufrührerin ausgetauscht wurde. Nach Bekanntwerden von bäuerlichen Aufständen im Westen der Bretagne entbrannte am 17. Juli ein dritter Aufruhr in Rennes mit einem Ansturm auf die Amtsstube des gestempelten Papiers unter den niedrigen Gewölben des Justizpalastes.

### Aufstand im Westen der Bretagne

Karte der Bretagne mit Schauplätzen des Aufstands

Vom 9. Juni an wurde das Beispiel in den Städten durch Aktionen in der unteren Bretagne befolgt. Die Revolte hatte mehrere Herde, von der Bucht von Douarnenez bis Rosporden, Briec und Châteaulin. Am 3. und 4. Juni erreichte der Aufstand die Umgebung von Daoulas und Landerneau, am 6. Juni die Umgebung von Carhaix, am 12. Juni von Brasparts bis Callac und Langonnet. Eine erste Welle trat am 27. und 28. Juni in der Umgebung von Le Faouët auf, beispielsweise anlässlich des Pardons des heiligen Gurloesius in Lanvénégen. Unterdessen verbreitete sich das Gerücht der bevorstehenden Einführung der Gabelle in der Bretagne. Die Städte beteiligten sich nicht, wurden jedoch angegriffen. Pontivy wurde am 21. Juni von 2.000 Bauern eingenommen, die 400 Mütt verstreuten oder mitnahmen, ausgehändigt von den Bürgern. Der Herzog von Chaulnes musste in Port-Louis Zuflucht suchen.
Am 23. Juni erhob sich eine Gruppe von Gemeindemitgliedern in der Kirche Saint-Tugdual von Combrit. Sie plünderten das Herrenhaus des Seigneurs von Le Cosquer und verletzten ihn tödlich. Wenig später begannen die Bewohner von vierzehn Gemeinden des Bigoudenlands alle Akten zu vernichten, die die Privilegien der Seigneurs hinterlegten. Der Code paysan, der wahrscheinlich am 2. Juli in der Kapelle Notre-Dame-de-Tréminou in Plomeur erstellt wurde, fand seinen Ursprung in ihren Forderungen. Der Bauernaufstand brach im Zentrum der Zone der domaines congéables aus, nach Cornette genau dort, wo das Regime am strengsten war. Der Herzog von Chaulnes sprach in einem Schreiben an Colbert von der „Brutalität der Leute“, gab aber zu, dass die Seigneurs die Bauern schwer belasten. Die Schlösser und die Amtsstuben des gestempelten Papiers oder der Steuer auf Getränke wurden belagert und geplündert, die Adeligen angegriffen und getötet.
Ende Juli, Anfang August 1675 fand die Gewalt ihren Höhepunkt im Poher, wo Carhaix und Pontivy angegriffen und geplündert wurden. Diese Städte waren nicht befestigt und besaßen keine Garnison. Die Bauern wurden in dieser Gegend vom Notar Sébastien Le Balp angeführt. Anfang September belagerte und plünderte er mit 600 „Rotmützen“ das Schloss Tymeur und verbrannte dort alle Papiere und Archive. In der Nacht zum 3. September, dem Vorabend eines geplanten Generalaufstands, wurde Sébastien Le Balp durch einen Degenhieb seines Gefangenen, dem Marquis de Montgaillard, getötet. Diese Tat setzte einen abrupten Schlusspunkt unter die Revolte.

### Code paysan
Die revoltierenden Bauern legten Regeln und Vorschriften unter verschiedenen Namen fest: code paysan, pessovat (deutsch das ist gut). Bekannt sind acht Texte, die wegen ihrer Inhalte als Vorwegnahmen der Cahiers de Doléances in der Französischen Revolution gelten. Der bekannteste ist der Règlement des 14 paroisses (deutsch Vorschrift der 14 Gemeinden). Er wurde wahrscheinlich in der Kapelle Notre-Dame-de-Tréminou in Plomeur erstellt und folgt anscheinend verschiedenen früheren Texten. Er ist in französischer Sprache verfasst und verpflichtete die Bewohner von 14 Pfarrgemeinden. Wie bei königlichen Proklamationen musste er an Kreuzungen ausgehängt und während der sonntäglichen Predigten vorgelesen werden. Er ist in ziemlich kurze, nummerierte Artikel gegliedert.

### Niederschlagung und Bestrafung

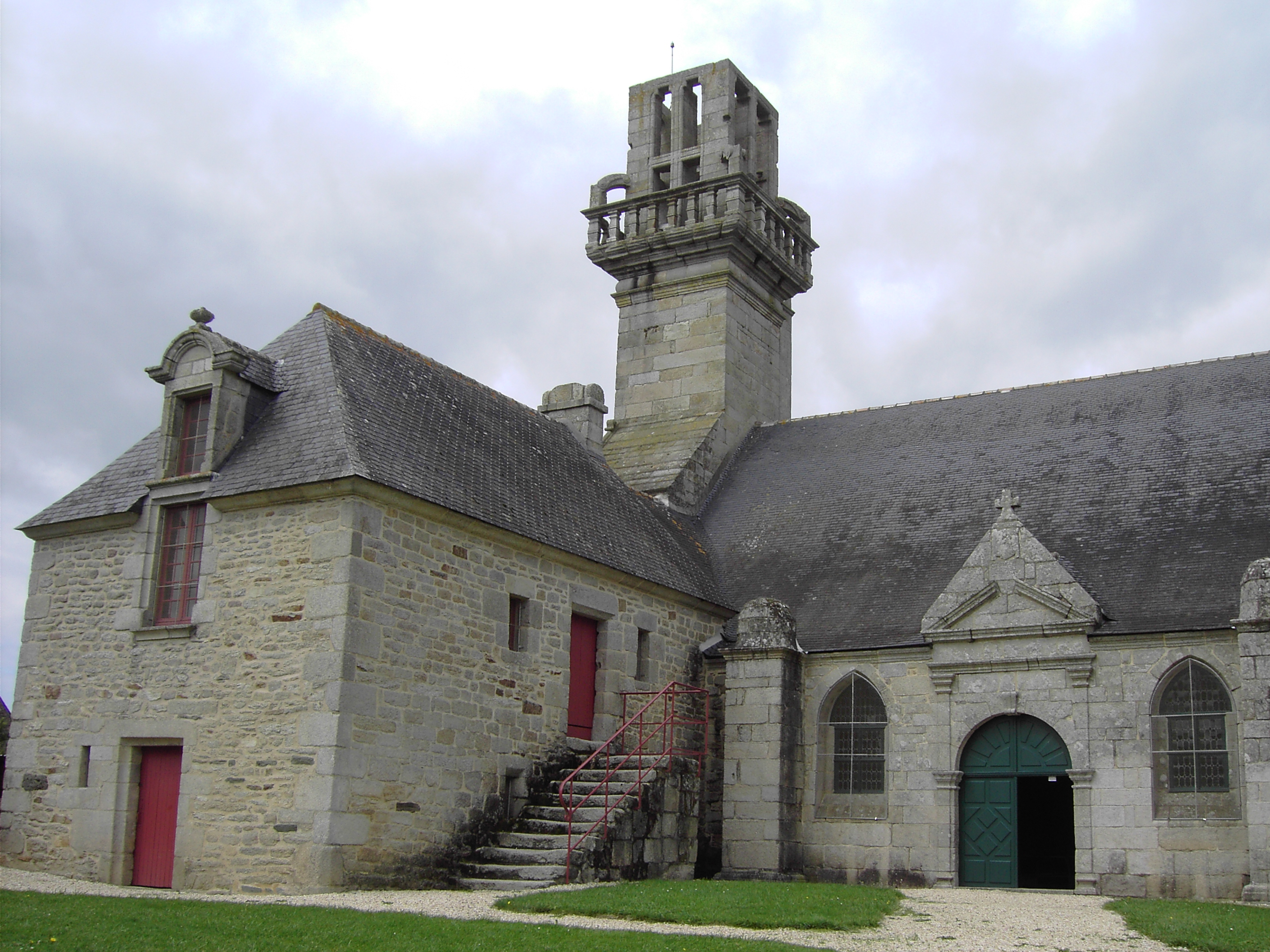
Kapelle Notre-Dame de Languivoa als Beispiel eines gekappten Glockenturms

Alle befestigten Städte (Concarneau, Pont-l’Abbé, Quimper, Rosporden, Brest und Guingamp) bildeten gleichermaßen Inseln des Widerstands. In Guingamp wurden drei Aufständische, darunter eine Frau, erhängt. Die „Ahndung“ begann in Nantes, wo sich die königlichen Truppen drei Wochen lang aufhielten und wo der Rädelsführer Goulven Salaün, ein Hausknecht aus der unteren Bretagne, aufgehängt wurde. Missionare und Jesuiten, allen voran Julien Maunoir, wurden mobilisiert, welche die Bauern vor weiteren Aktionen abhielten. Damit wurde Zeit gewonnen bis zur Ankunft von Truppen, die ein Jahr zuvor die Kurpfalz unter dem Kommando von Turenne verwüstet hatten. Diese trafen Ende August 1675 ein und operierten in einem Gebiet von Hennebont bis Quimperlé. In Combrit wurden 14 Bauern an derselben Eiche erhängt. Die gefassten Anführer wurden hingerichtet, nachdem sie gefoltert worden waren. Diese Aktion dauerte den ganzen September an.
In Aquitanien genügten die Ankunft und ein mehrwöchiger Aufenthalt von Truppen, um die Ruhe wiederherzustellen. In Bordeaux kam das Parlement am 18. November wieder auf seinen Beschluss über die Aussetzung der Steuern zurück. Die Stadt wurde dafür bestraft mit der Pflicht, achtzehn Regimenter aus Katalonien kommend während des Winters aufzunehmen. Die Offiziere und Soldaten wohnten bei den Einwohnern auf Kosten der Stadtverwaltung, die sich auf ungefähr eine Million Livres belaufen konnten. Außerdem wurde das Château Trompette erweitert und seine Garnison verstärkt, um die militärische Herrschaft des Königs über die Stadt anschaulich zu erweitern. Dazu gehörte auch die Zerstörung des Stadttores Saint-Croix im Süden der Stadt. Eine weitere symbolische Maßnahme war die Beschlagnahmung der Glocken der Kirchen Saint-Michel und Sainte-Eulalie.

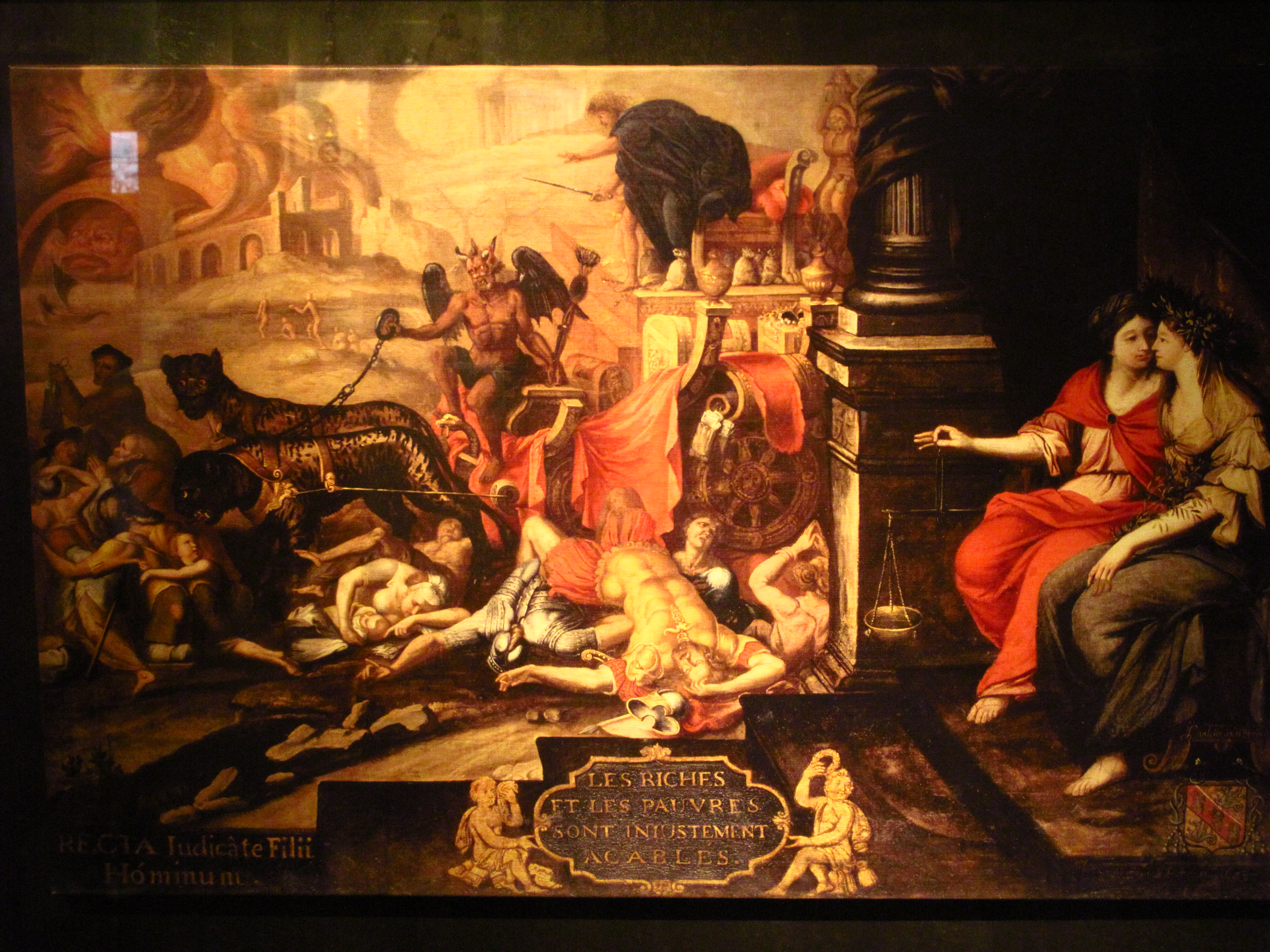
Gemälde aus dem Jahr 1676 von Jean-Bernard Chalette, L’injustice, oft auch Allégorie de la révolte du papier timbré genannt. Die Steuer wird als Streitwagen mit gestempeltem Papier auf dem Rad dargestellt, der von zwei Tigern gezogen und von einem Teufel gesteuert wird. Darüber zeigt sich der Herzog von Chaulnes, zu seinen Füßen Säcke mit Gold und Truhen mit Juwelen und Edelsteinen. Rechts sitzen die Allegorien von Gerechtigkeit und Frieden vor einem Tempel und schauen weg. Links ist die Stadt Rennes in Flammen der Hölle versunken

Das Ausmaß der Vergeltung in der Bretagne ist schwierig zu beziffern. Der König ordnete die Vernichtung der Inhalte aller Rechtsarchive an, die den Aufstand betrafen. Aus diesem Grund bleibt diese Verfolgung die am wenigsten bekannte aller großen Aufstände des 17. Jahrhunderts, und umfassenden Studien wurden keine durchgeführt. Im Namen des Königs Ludwig XIV. ordnete der Herzog von Chaulnes schwere Sanktionen im Bigoudenland an. Aufständische wurden erhängt oder auf Galeeren verschickt. Die Kirchenglocken, die Sturm geläutet hatten, um die Bauern zu mobilisieren, wurden heruntergeholt, wie beispielsweise bei der Kapelle Notre-Dame de Languivoa in Plonéour-Lanvern. Sechs Glockentürme wurden vollständig geschleift, die der Kirchen Saint-Tugdual von Combrit, St-Jacques de Lambour in Pont-l’Abbé, Saint-Honoré in Plogastel-Saint-Germain, Saint-Philibert in Lanvern, Notre-Dame de Languivoa en Plonéour und in Tréguennec. Die Historiker sind sich uneins, ob es sich bei der letzten Kirche um die heutige Pfarrkirche Notre-Dame-de-Pitié außerhalb des Ortskerns handelt oder um die ehemalige, im 19. Jahrhundert abgerissenen Pfarrkirche. Einige, wie die von Saint-Jacques de Lambour in Pont-l’Abbé oder von Saint-Philibert in Lanvern, sind auf Beschluss der Pfarrgemeinden nie wieder hergerichtet worden, weil sie es einerseits als zweirangig ansahen, andererseits aber die Erinnerung an den Aufstand und die Bestrafung verewigt sehen wollten. Eine im 20. Jahrhundert aufgekommene Tradition der hohen, zu Stofftürmen gearteten Kopfdeckung der weiblichen Bevölkerung des Bigoudenland führt die Form auf eine herausfordernde Mitteilung in Richtung des Herzogs von Chaulnes zurück: „Wenn uns der König den Kirchturm abgeschlagen hat, dann setzen wir ihn auf unseren Kopf“.
Die Historiker sind sich nicht einig, ob die Vergeltungsmaßnahmen hart oder maßvoll ausfielen. Für Jean Delumeau wurde das Versprechen einer Amnestie weitgehend eingehalten. Die Strafmaßnahmen blieben maßvoll und weniger als 80 Anführer wurden vor Gericht gestellt. Der Herzog von Chaulnes habe nicht an die Wirksamkeit einer brutalen Strafverfolgung geglaubt. Zahlreiche gesuchte Personen flohen nach Paris oder auf Jersey. Alain Croix vermutet, dass die Vergeltungsmaßnahmen vielleicht weniger heftig als gewünscht waren aus Furcht vor der Isolierung der Soldaten in der Bocage-Landschaft. Andere Historiker sind anderer Ansicht und berufen sich auf andere Quellen, wie beispielsweise einen Brief vom Herzog von Chaulnes, der den Gouverneur von Morlaix am 18. August darin informierte, dass alle Bäume auf den Wegen von Quimper in Richtung Quimperlé anfingen, sich unter der Last zu beugen, die man ihnen gegeben hätte, der ebenfalls in den Schlussfolgerungen bei Yvon Garlan und Claude Nyères zitiert wird. Die königliche Macht bestrafte einige aus der Elite, aber zeigte sich unnachsichtiger gegenüber den aufrührerischen Bauern. Die Hauptverantwortlichen wurden einer Sonderkommission des Parlements zugeführt. Die Gerichtshöfe konnten in Ausnahmefällen in letzter Instanz richten, was auf schnelle Verhängungen von Todesstrafen hinauslief. Vom Oktober 1676 an wurden Galeeren- und Todesstrafen gegenüber den Verantwortlichen ausgesprochen.
Die Dörfer wurden unter Androhung von kollektiven Vergeltungsmaßnahmen aufgefordert, die Anführer auszuliefern. Am 12. Oktober 1675 marschierte der Herzog von Chaulnes mit 6.000 Männern in Rennes ein, die als Dragonade bei den Bewohnern einquartiert wurden. Die Marquise de Sévigné schrieb, dass der Herzog wie ein König empfangen wurde, jedoch aus Gründen der Furcht. Während eines Monats litt die Stadt unter den Gewalttätigkeiten der Truppe, andere schlugen sogar ihre Winterquartiere auf. Die Anwohner der Rue Haute wurden vertrieben, ein Drittel der Straße wurde demoliert. Das Parlement wurde am 16. Oktober nach Vannes verbannt, wo es bis 1690 verblieb und nur gegen eine außerordentliche Zahlung an den König von 500.000 Livre nach Rennes zurückkehren konnte. Ähnlich erging es dem Parlement von Bordeaux, das am 22. November nach Condom, dann nach Marmande und La Réole verbannt wurde und auch erst 1690 wieder nach Bordeaux zurückkehrte. Jeglicher Widerstand gegen den Absolutismus war gebrochen. Die Stände der Bretagne akzeptierten eine Erhöhung der freiwilligen Zuwendungen (don gratuit) an die königliche Kasse um 15 % und alle folgenden finanziellen Ansprüche der Regierung, nicht zu vergessen die Gratifikationen der Minister, insbesondere für Colbert und seine Familie. Die Bretagne musste vollständig für den Unterhalt der Truppen zur Niederschlagung des Aufstands aufkommen, später für eine Armee von 20.000 Mann während des Winters, die der König aufgrund einer Beschwerde der Stände im November 1675 schickte. Am 5. Februar 1676 räumte Ludwig XIV. eine Amnestie ein (vom Parlement am 2. März erfasst), zusammen mit einer Liste von mehr als 500 davon ausgenommenen Personen.

### Vergleiche
Die Auflösung des Aufstands wurde auch juristisch aufgearbeitet. Im Juli 1675 belagerten und plünderten die Aufständischen der zwanzig Gemeinden von Scaër bis Berrien das Schloss Le Kergoët in Saint-Hernin in der Nähe von Carhaix. Vom Besitzer Le Moyne de Trévigny, Seigneur von Le Kergoët, wurde angenommen, er würde denen nahestehen, die die Steuern auf Tabak und das gestempelte Papier eingeführt hatten. Ein Vergleich zwischen den Gemeinden und Le Moyne de Trévigny wurde im Oktober 1679 von den Ständen der Bretagne angenommen. Im August 1675 wurden sieben Einwohner von Plomeur beauftragt, mit Monsieur du Haffont über eine Entschädigung für die Plünderung seines Herrenhauses in Plonéour-Lanvern zu verhandeln. Der Vergleich mündete in eine Einigung vor dem Notar. Ein ähnliches Einvernehmen erfolgte mit den Einwohnern von Treffiagat. Im Juni 1676 wurden die fälligen Beträge halbiert. Im darauffolgenden Monat wurden die Einwohner von Plonéour-Lanvern und Plobannalec aufgefordert, acht Tonnen Korn als Ersatz für den geplünderten Weizen zu liefern. Im Jahre 1692 beklagte sich der Sohn des inzwischen gestorbenen Monsieurs du Haffont, immer noch keinen Sou der Entschädigungszahlung erhalten zu haben. Andere Streitfälle dieser Art zogen sich vor den Gerichten mindestens bis zum Jahre 1710 hin.

## Historisches Fazit
Der Umfang des Aufstands war für die Herrschaft Ludwigs XIV. außergewöhnlich. Der französische Historiker Alain Croix beschreibt die Vorgänge als „beispiellos im Kontext der damaligen Zeit“ und „die Ereignisse, die noch in der Zeit Ludwigs XIII. vorstellbar waren, sind es nicht mehr seit der Übernahme der Macht durch Ludwig XIV. und blieben absolut einzigartig im Königreich zwischen Fronde und 1789, ausgenommen selbstverständlich der sehr besondere Fall der Kamisarden in den Cevennen“. Es war der Aufstand während der Herrschaft Ludwigs XIV., bei dem die lokalen Obrigkeiten die Aufständischen am meisten gewähren ließen. Die lokalen Eigenarten brachten Elite und Volk in der Bretagne einander näher. Die Aufständischen agierten zunächst sicher spontan, organisierten sich aber schnell und brachten immer größere Gruppen innerhalb der Gesellschaft auf ihre Seite. Einzigartig war, dass sie sich nicht auf Plünderungen beschränkten, sondern auch Geiseln nahmen und Forderungen verfassten. Der französische Historiker Arthur de La Borderie (1827–1901) sieht im Aufstand gegen die Papiersteuer eine Revolte gegen das Steuersystem und anlässlich der neuen Abgaben. Er weist dagegen die Erklärungen und Äußerungen des Herzogs von Chaulnes zurück, der über die „schlechte Behandlung“ der bretonischen Edelmänner gegenüber den Bauern berichtete. Er erläutert, dass sich die Wut der aufständischen Bauern aus zwei Gründen auf die Adeligen richtete. Sie stellten während langer Zeit die einzige Macht zur Aufrechterhaltung der vorhandenen Ordnung im Land dar, und ihre Schlösser dienten als Zielscheibe mangels Vertreter des Fiskus. Schließlich kam er auf gewisse Bemerkungen zurück, die 1675 gemacht worden waren: „die schlimmen Leidenschaften, die extremen und umstürzlerischen Ideen, die notwendigerweise in allen diesen revoltierenden Massen gären, so auch im Kommunismus und bei den Gewalttaten gegenüber Priestern“. Er spielte damit auf Ereignisse während der Pariser Kommune im Jahre 1871 an. „Die Volksleidenschaften, von den gesellschaftlichen Hemmnissen befreit, stürzen sich in einem einzigen Sprung in den Abgrund der Barbarei“. Weiterhin zitierte er den Pfarrer von Plestin: „Die Bauern glaubten, alles wäre erlaubt, hielten alle Besitztümer für Allgemeingut und respektierten nicht einmal ihre Priester. In bestimmten Orten wollten sie ihren Hals abschneiden, in anderen sie aus ihren Pfarrgemeinden verweisen“. Für Arthur Le Moyne de La Borderie war der Aufstand von 1675 auch eine Episode des Klassenkampfs.
Der sowjetische Historiker Boris Porschnew (1905–1972) arbeitete im Wesentlichen an den reichen Archiven des Kanzlers von Frankreich Pierre Séguier, die ihm in Leningrad zur Verfügung standen. Auch er beschreibt diesen Aufstand als gegen die Staatskasse gerichtet, als einen Höhepunkt des Klassenkampfs. Aber er erweitert die Ursachen einer Revolte gegen die Abgaben für die Grundbesitzer (Adeligen und Ordensgemeinschaften). Er legt ebenfalls eine bretonische patriotische Analyse dieser Erhebung vor, indem er einen Artikel von Nikolai Jakowlewitsch Marr zitiert, der eine Parallele zwischen der Situation der Bretonen in Frankreich und den „allogenen“ Kaukasier im zaristischen Russland zieht. Boris Porschnew schrieb: „Die endgültige Eingliederung der Bretagne in Frankreich, die von den Ständen der Bretagne bekräftigt wurde, fand 1532 statt. Können wir von nationaler Unterwerfung und dem Kampf der nationalen Befreiung der Bretonen sprechen angesichts der Tatsache, dass der bretonische Adel bereits vollständig französisch war und dass im Grund genommen nur die Bauern bretonisch geblieben waren? Die Antwort liegt im aktuellen Zustand des bretonischen Problems in Frankreich. Trotz einer fortwährenden Entnationalisierung eines Teils der Bretonen bleibt das Problem typisch für nationale Minderheiten und könnte nicht unter den Bedingungen einer bürgerlichen Ordnung gelöst werden“. Boris Porschnew zieht die Schlussfolgerung: „Wir finden gerade im 17. Jahrhundert die entfernten historischen Wurzeln dieses Kampfes“. Schließlich kündigt für ihn der Aufstand von 1675 die Französische Revolution an.

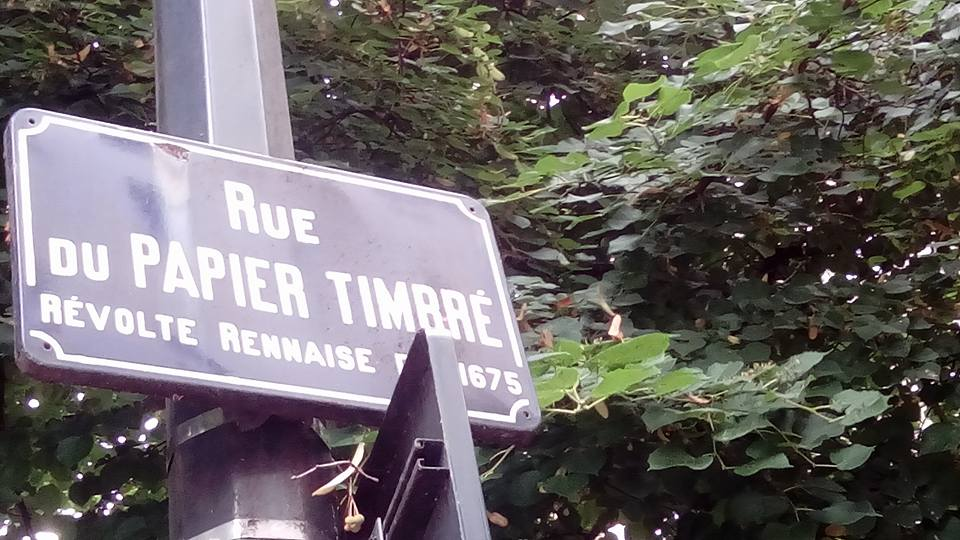
Straßenschild in Rennes der Rue du Papier Timbré mit dem Zusatz „Révolte rennaise“

Für Alain Croix war die Revolte die Auseinandersetzung zwischen dem Bürgertum und seinen Verbündeten einerseits und dem Ancien Régime auf der anderen Seite wie bei der Französischen Revolution, nur „in einem anderen Maßstab. Der Druck einer Veränderung ist in der Bretagne mäßig und die Besonderheit der Situation der Provinz isoliert sie sowieso von dem weiten französischen Königreich. Es gibt übrigens nirgendwo die Entsprechung zu den Aufständen von 1675“. Er verbindet den Aufstand auch mit den Unterschieden zwischen der sehr maritimen bretonischen Wirtschaft und derjenigen im eher dem Kontinent zugewandten restlichen Frankreich.
Der französische Historiker Roland Mousnier hebt ebenfalls das archaische bretonische Feudalsystem als Ursache für den Aufstand hervor, den er in seinem Wesen nach als gegen die Staatskasse gerichtet erachtet.
Jean Nicolas erwähnt die Dauer des Aufstands, die Annäherung zwischen Elite und Volk in der unteren Bretagne und die Formulierung von präzisen Forderungen.

## Mittel- und langfristige Auswirkungen
Die Wiedererlangung der Kontrolle brachte die Stände und das Parlement zum Schweigen und erlaubte auch die Einrichtung der Intendantur der Bretagne, des Amts eines königlichen Aufsehers. Die Bretagne war damit die letzte Provinz mit dieser Einrichtung, die die Zentralmacht vertrat und die die Stände der Bretagne bis zu dem Zeitpunkt immer erfolgreich vermeiden konnten. Die gesamte Bretagne war 1679 durch die militärische Besatzung laut den Ständen ruiniert, die durch ihre Bewegungen in den Orten und Dörfern Schäden anrichteten.
Die Gebiete der Aufständischen in der unteren Bretagne waren die gleichen, in denen die „Blauen“ während der Französischen Revolution Zustimmung fanden. Sie entsprechen den Gebieten mit den schwächsten Anteil an priesterlichen Berufungen im 19. Jahrhundert, den Gebieten des „bretonischen ländlichen Kommunismus“ ebenso wie den Gebieten, in denen die bretonische Sprache am lebendigsten ist. Am vierten Sonntag im September wird in der Kapelle Notre-Dame-de-Tréminou in Plomeur an diese Episode der bretonischen Geschichte mit einem Pardon gedacht.

## Die neue Welle der Rotmützen
In den 1970er Jahren wurde der Aufstand der Rotmützen von den Historikern als eine Etappe des Kampfes des bretonischen Volkes für seine Emanzipation dargestellt. Die Parti communiste français (PCF) organisierte im Jahre 1975 ein Fest in Carhaix, um die Ereignisse vor dreihundert Jahren zu feiern. Die Demokratische Union der Bretagne (UDB) ließ ihrerseits das Theaterstück Le Printemps des Bonnets rouges (deutsch Der Frühling der Rotmützen) des bretonischen Schriftstellers Paol Keineg spielen. Die Aufführungen fanden im Rahmen einer Tournee durch die Bretagne mit dem Ensemble des Pariser Théâtre de la Tempête statt, die sie in einem Zelt organisierte.
Im Jahre 2013 widersetzten sich Demonstranten des Départements Finistère der Einführung der Umweltsteuer auf Schwerlastverkehr. Sie trugen Rotmützen zu Schau als Bezugnahme auf den Aufstand gegen die Papiersteuer. Der Protest wurde unter dem Namen Mouvement des Bonnets rouges (deutsch Rotmützenbewegung) bekannt. Die Demonstranten haben die Farbe angekündigt und versammelten sich mit aufgesetzten Rotmützen vor der letzten, bereits in Betrieb befindlichen Kontrollbrücke im Finistère. Auch das Aufkommen der Gelbwestenbewegung im Jahre 2018 wird in einer Reihe einer langen französischen Tradition von Aufständen gegen erhöhte Abgaben gesehen.

## Theateradaptionen
- Le Printemps des Bonnets rouges von Paol Keineg (1972).
- Les Bonnets rouges, chronique d’hier et d’après von Gérard Auffret (1971). Die erste Aufführung mit dem Ensemble von Les Tréteaux d’Armor fand am 10. Juli 1971 in Landerneau auf dem Marktplatz statt.